# Championnat de Chypre de football 2024-2025
Navigation
Édition précédente Édition suivante
La saison 2024-2025 du championnat de Chypre de football est la 86e édition du championnat de Chypre de football. Elle oppose les quatorze meilleurs clubs de Chypre lors d'une première phase de vingt-six journées. À l'issue de cette première phase, les six premiers disputent la poule pour le titre, tandis que les huit suivants prennent part à la poule de relégation où les trois derniers sont directement relégués en Second Division.
Trois places qualificatives pour les compétitions européennes seront attribuées par le biais du championnat (1 place au deuxième tour de qualification de la Ligue des champions 2025-2026, 2 places au deuxième tour de qualification de la Ligue Conférence 2025-2026), une autre place au premier tour de qualification de la Ligue Europa 2025-2026 est garantie au vainqueur de la Coupe.
L'APOEL Nicosie est le tenant du titre.
Le Paphos FC remporte le premier titre de champion de Chypre de son histoire.

## Participants
- APOEL Nicosie
- Aris Limassol
- AEK Larnaca
- Paphos FC
- Omónia Nicosie
- Anórthosis Famagouste
- Apollon Limassol
- Nea Salamina Famagouste
- AEL Limassol
- Karmiótissa FC
- Ethnikos Achna
- Énosis Néon Paralímni - promu de D2
- PAC Omonia 29M - promu de D2
- Omónia Aradíppou - promu de D2

## Compétition

### Première phase

#### Classement
Le classement est établi sur le barème de points classique (victoire à 3 points, match nul à 1, défaite à 0). Pour départager les égalités, on tient d'abord compte des points en confrontations directes, puis de la différence de buts en confrontations directes, puis de la différence de buts générale, puis du nombre de buts marqués.
| Rang | Équipe                  | Pts | J  | G  | N  | P  | Bp | Bc | Diff |
| ---- | ----------------------- | --- | -- | -- | -- | -- | -- | -- | ---- |
| 1    | Paphos FC               | 62  | 26 | 20 | 2  | 4  | 50 | 12 | +38  |
| 2    | Aris Limassol           | 61  | 26 | 18 | 7  | 1  | 53 | 15 | +38  |
| 3    | AEK Larnaca C           | 54  | 26 | 16 | 6  | 4  | 45 | 21 | +24  |
| 4    | Omónia Nicosie          | 52  | 26 | 16 | 4  | 6  | 53 | 26 | +27  |
| 5    | APOEL Nicosie T         | 43  | 26 | 12 | 7  | 7  | 52 | 25 | +27  |
| 6    | Apollon Limassol        | 40  | 26 | 11 | 7  | 8  | 28 | 23 | +5   |
| 7    | Anórthosis Famagouste   | 37  | 26 | 10 | 7  | 9  | 34 | 33 | +1   |
| 8    | Ethnikos Achna          | 29  | 26 | 6  | 11 | 19 | 33 | 42 | -9   |
| 9    | Karmiótissa FC          | 27  | 26 | 7  | 6  | 13 | 26 | 51 | -25  |
| 10   | Omónia Aradíppou P      | 26  | 26 | 7  | 5  | 14 | 23 | 49 | -26  |
| 11   | AEL Limassol            | 24  | 26 | 6  | 8  | 14 | 26 | 46 | -20  |
| 12   | Énosis Néon Paralímni P | 19  | 26 | 5  | 4  | 17 | 18 | 41 | -23  |
| 13   | Nea Salamina Famagouste | 17  | 26 | 4  | 5  | 17 | 22 | 52 | -30  |
| 14   | PAC Omonia 29M P        | 14  | 26 | 3  | 5  | 18 | 19 | 46 | -27  |

Qualifications
- 1er au 6e : Groupe championnat
- 7e au 14e : Groupe relégation

Abréviations

### Deuxième phase

#### Groupe championnat
Les clubs conservent la totalité des points acquis lors de la première phase.
Le classement est établi sur le barème de points classique (victoire à 3 points, match nul à 1, défaite à 0). Pour départager les égalités, on tient d'abord compte des points en confrontations directes, puis de la différence de buts en confrontations directes, puis de la différence de buts générale, puis du nombre de buts marqués.
| Rang | Équipe           | Pts | J  | G  | N  | P  | Bp | Bc | Diff |
| ---- | ---------------- | --- | -- | -- | -- | -- | -- | -- | ---- |
| 1    | Paphos FC        | 82  | 36 | 26 | 4  | 6  | 67 | 21 | +46  |
| 2    | Aris Limassol    | 75  | 36 | 22 | 9  | 5  | 66 | 31 | +35  |
| 3    | Omónia Nicosie   | 68  | 36 | 20 | 8  | 8  | 69 | 40 | +29  |
| 4    | AEK LarnacaC     | 68  | 36 | 19 | 11 | 6  | 58 | 30 | +28  |
| 5    | APOEL NicosieT   | 53  | 36 | 14 | 11 | 11 | 59 | 36 | +23  |
| 6    | Apollon Limassol | 46  | 36 | 12 | 10 | 14 | 37 | 39 | -2   |

Qualifications européennes
Ligue des champions 2025-2026
- 1er : deuxième tour de qualification

Ligue Europa 2025-2026
- C : premier tour de qualification

Ligue Conférence 2025-2026
- 2e et 3e : deuxième tour de qualification

Abréviations
C : Vainqueur de la Coupe de Chypre 2024-2025
- AEK Larnaca qualifié en Ligue Europa 2025-2026 en tant que vainqueur de la Coupe de Chypre[3].

#### Groupe relégation
Les clubs conservent la totalité des points acquis lors de la première phase.
Le classement est établi sur le barème de points classique (victoire à 3 points, match nul à 1, défaite à 0). Pour départager les égalités, on tient d'abord compte des points en confrontations directes, puis de la différence de buts en confrontations directes, puis de la différence de buts générale, puis du nombre de buts marqués.
| Rang | Équipe                  | Pts | J  | G  | N  | P  | Bp | Bc | Diff |
| ---- | ----------------------- | --- | -- | -- | -- | -- | -- | -- | ---- |
| 7    | Anórthosis Famagouste   | 52  | 33 | 15 | 7  | 11 | 50 | 42 | +8   |
| 8    | Ethnikos Achna          | 39  | 33 | 9  | 12 | 12 | 44 | 53 | -9   |
| 9    | AEL Limassol            | 39  | 33 | 11 | 6  | 16 | 38 | 53 | -15  |
| 10   | Énosis Néon Paralímni P | 35  | 33 | 10 | 5  | 18 | 31 | 48 | -17  |
| 11   | Omónia Aradíppou P      | 35  | 33 | 10 | 5  | 18 | 32 | 58 | -26  |
| 12   | Karmiótissa FC          | 34  | 33 | 9  | 7  | 17 | 30 | 57 | -27  |
| 13   | Nea Salamina Famagouste | 26  | 33 | 6  | 8  | 19 | 31 | 62 | -31  |
| 14   | PAC Omonia 29M P        | 14  | 33 | 3  | 5  | 25 | 23 | 65 | -42  |

Relégation
- 12e à 14e : relégation en Second Division

Abréviations

## Tableau d'honneur
| Championnat de Chypre de football 2024-2025                        |                         |
| Champion                                                           | Paphos FC (1er titre)   |
| Dauphin                                                            | Aris Limassol           |
| Coupes et trophées                                                 |                         |
| Vainqueur de la Coupe de Chypre 2024-2025                          | AEK Larnaca             |
| Vainqueur de la Supercoupe de Chypre 2024                          | APOEL Nicosie           |
| Qualifications continentales                                       |                         |
| Ligue des champions 2025-2026                                      | Paphos FC               |
| Ligue Europa 2025-2026                                             | AEK Larnaca             |
| Ligue Conférence 2025-2026                                         | Aris Limassol           |
| Ligue Conférence 2025-2026                                         | Omónia Nicosie          |
| Promotions et relégations                                          |                         |
| Promus en Championnat de Chypre de football                        | Krasava ENY Ypsonas FC  |
| Promus en Championnat de Chypre de football                        | Olympiakos Nicosie      |
| Promus en Championnat de Chypre de football                        | Akrítas Chlórakas       |
| Relégués en Championnat de Chypre de football de deuxième division | Karmiótissa FC          |
| Relégués en Championnat de Chypre de football de deuxième division | Nea Salamina Famagouste |
| Relégués en Championnat de Chypre de football de deuxième division | PAC Omonia 29M          |